# Twenty20 Cup
Der Twenty20 Cup ist ein erst 2003 eingeführter Limited-Overs-Wettbewerb für die englischen First-Class County Clubs, er ersetzte den Benson & Hedges Cup nach 31 Jahren.
Der Name Twenty20 erklärt sich aus dem Format der Spiele, da die Innings beider Mannschaften auf 20 Over begrenzt sind, ein Spiel dauert daher weniger als drei Stunden. Die Schlagleute müssen deutlich schneller punkten als sonst üblich und der Unterhaltungswert durch die rasantere Spielweise, nicht zuletzt für junge Zuschauer und Familien, soll dadurch erhöht werden. Die kürzere Spieldauer und der damit verbundene Spielbeginn am späten Nachmittag macht es vielen Cricketfans überhaupt erst möglich, wochentags ein Spiel zu besuchen.
Trotz einiger Skepsis am Anfang – viele erfahrene Profis nutzten den Wettbewerb im ersten Jahr zu einer Auszeit – hat sich sehr schnell der vom England and Wales Cricket Board (ECB) erhoffte Erfolg eingestellt. Der Verband möchte vor allen Dingen neue Fans für den Sport gewinnen.
Seit 2005 gibt es auch Länderspiele in diesem Format, seit 2007 eine ICC World Twenty20 genannte Weltmeisterschaft. Mittlerweile (2009) haben alle wichtigen cricketspielenden Länder einen Twenty20-Wettbewerb in ihre Saison aufgenommen (siehe auch Twenty20 Ligen).
Nachdem die ursprünglich ab 2010 geplante „English Premier League“ (EPL) ausgesetzt wurde, gab es 2010 nur ein modifiziertes Spielformat mit zwei 9er-Gruppen (Nord und Süd, anstelle der bisherigen drei 6er-Gruppen) mit anschließendem K.-o.-System ab dem Viertelfinale. Unter dem neuen Namen Friends Provident t20 wurden die Vorrundenbegegnungen daher auf ca. 6 Wochen ausgedehnt. Der finals day mit den zwei Halbfinalbegegnungen und dem Finale am selben Tag in einem Stadion blieben erhalten. In der Saison 2014 wurden die Vorrundenspiele auf einen größeren Zeitraum verteilt und der Wettbewerb nach dem neuen Sponsor in NatWest t20 Blast umbenannt. Ab 2018 stand der Wettbewerb mit dem neuen Format The Hundred national in Konkurrenz.

## Teams
Es nehmen 18 Teams an dem Twenty20 Cup teil. Sie werden in zwei Gruppen unterteilt: Nord und Süd.
| Team                        | Heimatstadion                                | Gruppe |
| --------------------------- | -------------------------------------------- | ------ |
| Birmingham Bears            | Edgbaston Cricket Ground                     | Nord   |
| Derbyshire Falcons          | County Cricket Ground                        | Nord   |
| Durham Jets                 | Emirates Durham International Cricket Ground | Nord   |
| Essex Eagles                | County Ground                                | Süd    |
| Glamorgan                   | Sophia Gardens                               | Süd    |
| Gloucestershire             | Bristol County Ground                        | Süd    |
| Hampshire                   | Rose Bowl                                    | Süd    |
| Kent Spitfires              | St Lawrence Ground                           | Süd    |
| Lancashire Lightning        | Old Trafford                                 | Nord   |
| Leicestershire Foxes        | Grace Road                                   | Nord   |
| Middlesex Panthers          | Lord’s Cricket Ground                        | Süd    |
| Northamptonshire Steelbacks | County Cricket Club                          | Nord   |
| Nottinghamshire Outlaws     | Trent Bridge                                 | Nord   |
| Somerset                    | County Ground                                | Süd    |
| Surrey                      | The Oval                                     | Süd    |
| Sussex Sharks               | County Cricket Ground                        | Süd    |
| Worcestershire Rapids       | New Road                                     | Nord   |
| Yorkshire Vikings           | Headingley Stadium                           | Nord   |

## Sieger
| Jahr | Finalort    | Sieger                      | Finalgegner                 | Ergebnis                                           |
| ---- | ----------- | --------------------------- | --------------------------- | -------------------------------------------------- |
| 2003 | Nottingham  | Surrey Lions                | Warwickshire Bears          | Surrey gewinnt mit 9 Wickets                       |
| 2004 | Birmingham  | Leicestershire Foxes        | Surrey Lions                | Leicestershire gewinnt mit 7 Wickets               |
| 2005 | London      | Somerset Sabres             | Lancashire Lightning        | Somerset gewinnt mit 7 Wickets                     |
| 2006 | Nottingham  | Leicestershire Foxes        | Nottinghamshire Outlaws     | Leicestershire gewinnt mit 4 Runs                  |
| 2007 | Birmingham  | Kent Spitfires              | Gloucestershire Gladiators  | Kent gewinnt mit 4 Wickets                         |
| 2008 | Southampton | Middlesex Crusaders         | Kent Spitfires              | Middlesex gewinnt mit 3 Runs                       |
| 2009 | Birmingham  | Sussex Sharks               | Somerset Sabres             | Sussex gewinnt mit 63 Runs                         |
| 2010 | Southampton | Hampshire Royals            | Somerset                    | Hampshire gewinnt mit weniger Wickets              |
| 2011 | Birmingham  | Leicestershire Foxes        | Somerset                    | Leicestershire gewinnt mit 18 Runs                 |
| 2012 | Cardiff     | Hampshire Royals            | Yorkshire Carnegie          | Hampshire gewinnt mit 10 Runs                      |
| 2013 | Birmingham  | Northamptonshire Steelbacks | Surrey                      | Northamptonshire gewinnt mit 102 Runs (D/L method) |
| 2014 | Birmingham  | Birmingham Bears            | Lancashire Lightning        | Birmingham gewinnt mit 4 Runs                      |
| 2015 | Birmingham  | Lancashire Lightning        | Northamptonshire Steelbacks | Lancashire gewinnt mit 13 Runs                     |
| 2016 | Birmingham  | Northamptonshire Steelbacks | Durham Jets                 | Northamptonshire gewinnt mit 4 Wickets             |
| 2017 | Birmingham  | Nottinghamshire Outlaws     | Birmingham Bears            | Nottinghamshire gewinnt mit 22 Runs                |
| 2018 | Birmingham  | Worcestershire Rapids       | Sussex Sharks               | Worcestershire gewinnt mit 5 Wickets               |
| 2019 | Birmingham  | Essex Eagles                | Worcestershire Rapids       | Essex gewinnt mit 4 Wickets                        |
| 2020 | Birmingham  | Notts Outlkaws              | Surrey                      | Nottingham gewinnt mit 6 Wickets                   |
| 2021 | Birmingham  | Kent Spitfire               | Somerset                    | Kent gewinnt mit 25 Runs                           |
| 2022 | Birmingham  | Hampshire Hawks             | Lancashire Lightning        | Hampshire gewinnt mit 1 Run                        |
| 2023 | Birmingham  | Somerset                    | Essex Eagles                | Somerset gewinnt mit 14 Runs                       |
| 2024 | Birmingham  | Gloucestershire             | Somerset                    | Gloucestershire gewinnt mit 8 Wickets              |

## Abschneiden der Mannschaften
| Vorrunde (VR)      |
| Viertelfinale (VF) |
| Halbfinale (HF)    |
| Zweiter Platz (2)  |
| Turniersieger (1)  |

| Team             | 2003 | 2004 | 2005 | 2006 | 2007 | 2008 | 2009 | 2010 | 2011 | 2012 | 2013 | 2014 | 2015 | 2016 | 2017 | 2018 | 2019 | 2020 | 2021 | 2022 | 2023 | 2024 |
| ---------------- | ---- | ---- | ---- | ---- | ---- | ---- | ---- | ---- | ---- | ---- | ---- | ---- | ---- | ---- | ---- | ---- | ---- | ---- | ---- | ---- | ---- | ---- |
| Derbyshire       | VR   | VR   | VF   | VR   | VR   | VR   | VR   | VR   | VR   | VR   | VR   | VR   | VR   | VR   | VF   | VR   | HF   | VR   | VR   | VF   | VR   | VR   |
| Durham           | VR   | VR   | VR   | VR   | VR   | HF   | VF   | VR   | VF   | VR   | VF   | VR   | VR   | 2    | VR   | VF   | VR   | VR   | VR   | VR   | VR   | VF   |
| Essex            | VR   | VF   | VR   | HF   | VR   | HF   | VR   | HF   | VR   | VF   | HF   | VF   | VF   | VF   | VR   | VR   | 1    | VR   | VR   | VF   | 2    | VR   |
| Glamorgan        | VR   | HF   | VR   | VR   | VR   | VF   | VR   | VR   | VR   | VR   | VR   | VF   | VR   | VF   | HF   | VR   | VR   | VR   | VR   | VR   | VR   | VR   |
| Gloucestershire  | HF   | VR   | VR   | VF   | 2    | VR   | VR   | VR   | VR   | VF   | VR   | VR   | VR   | VF   | VR   | VF   | VF   | HF   | VR   | VR   | VR   | 1    |
| Hampshire        | VR   | VF   | VF   | VR   | VR   | VR   | VF   | 1    | HF   | 1    | HF   | HF   | HF   | VR   | HF   | VR   | VR   | VR   | HF   | 1    | HF   | VR   |
| Kent             | VR   | VR   | VR   | VF   | 1    | 2    | HF   | VR   | VF   | VR   | VR   | VR   | VF   | VR   | VR   | VF   | VR   | VF   | 1    | VR   | VR   | VR   |
| Lancashire       | VR   | HF   | 2    | VR   | HF   | VF   | VF   | VF   | HF   | VR   | VF   | 2    | 1    | VR   | VR   | HF   | VF   | HF   | VF   | 2    | VF   | VF   |
| Leicestershire   | HF   | 1    | HF   | 1    | VR   | VR   | VR   | VR   | 1    | VR   | VR   | VR   | VR   | VR   | VF   | VR   | VR   | VF   | VR   | VR   | VR   | VR   |
| Middlesex        | VR   | VR   | VF   | VR   | VR   | 1    | VR   | VR   | VR   | VR   | VR   | VR   | VR   | VF   | VR   | VR   | VF   | VR   | VR   | VR   | VR   | VR   |
| Northamptonshire | VR   | VR   | VR   | VF   | VR   | VF   | HF   | VF   | VR   | VR   | 1    | VR   | 2    | 1    | VR   | VR   | VR   | VF   | VR   | VR   | VR   | VF   |
| Nottinghamshire  | VR   | VR   | VR   | 2    | VF   | VR   | VR   | HF   | VF   | VF   | VF   | VF   | VR   | HF   | 1    | VF   | HF   | 1    | VF   | VR   | VF   | VR   |
| Somerset         | VR   | VR   | 1    | VR   | VR   | VR   | 2    | 2    | 2    | HF   | VF   | VR   | VR   | VR   | VF   | HF   | VR   | VR   | 2    | HF   | 1    | 2    |
| Surrey           | 1    | 2    | HF   | HF   | VR   | VR   | VR   | VR   | VR   | VR   | 2    | HF   | VR   | VR   | VF   | VR   | VR   | 2    | VR   | VF   | HF   | HF   |
| Sussex           | VR   | VR   | VR   | VR   | HF   | VR   | 1    | VF   | VF   | HF   | VR   | VR   | VF   | VR   | VR   | 2    | VF   | VF   | HF   | VR   | VR   | HF   |
| Warwickshire     | 2    | VF   | VF   | VR   | VF   | VF   | VF   | VF   | VR   | VR   | VR   | 1    | HF   | VR   | 2    | VR   | VR   | VR   | VF   | VF   | VF   | VF   |
| Worcestershire   | VR   | VF   | VR   | VR   | VF   | VR   | VR   | VR   | VR   | VF   | VR   | VF   | VF   | VR   | VR   | 1    | 2    | VR   | VR   | VR   | VF   | VR   |
| Yorkshire        | VR   | VR   | VR   | VF   | VF   | VR   | VR   | VR   | VR   | 2    | VR   | VR   | VR   | HF   | VR   | VR   | VR   | VR   | VF   | HF   | VR   | VR   |

## Zuschauer
Im Twenty20 Cup ist die Gesamtzuschauerzahl über die Saison gezählt abhängig von der Anzahl der ausgetragenen Spiele. Diese hängt, neben den Änderungen der Ligastruktur, von den Wetterverhältnissen ab, da Spiele abgesagt werden wenn der Regen oder schlechtes Licht ein spielen nicht erlauben. Der Zuschauerschnitt schwankt entsprechend.
| Jahr | Gesamtzuschauerzahl | Spiele | Durchschnitt |
| ---- | ------------------- | ------ | ------------ |
| 2009 | 491.871             | 93     | 5289         |
| 2010 | 676.753             | 147    | 4603         |
| 2011 | 668.937             | 136    | 4918         |
| 2012 | 359.612             | 75     | 4794         |
| 2013 | 611.299             | 94     | 6503         |
| 2014 | 704.205             | 122    | 5772         |
| 2015 | 827.654             | 133    | 6223         |